# Војна историја Грчке у Другом светском рату
Војна историја Грчке током Другог светског рата започела је 28. октобра 1940, када је италијанска војска извршила инвазију из Албаније, започињући Грчко-италијански рат. Грчка војска је успела да привремено заустави инвазију и успела је да потисне Италијане назад у Албанију. Грчки успеси приморали су Немачку да интервенише. Немци су напали Грчку и Југославију 6. априла 1941. и освојили обе земље у року од месец дана, упркос британској помоћи Грчкој у облику експедиционог корпуса. Освајање Грчке завршено је у мају заузимањем Крита из ваздуха, операцији у којој су Фалширмјегери (немачки падобранци) претрпели тако велике жртве да је Врховна команда Вермахта обуставила ваздушне операције до краја рата. Неки историчари такође сматрају да је немачко преусмеравање ресурса на Балканско полуострво одложило покретање инвазије на Совјетски Савез за критични месец, што се показало катастрофалним када Немачка војска није успела да заузме Москву.
Сама Грчка била је окупирана и подељена између Немачке, Италије и Бугарске, док су краљ и влада побегли у егзил у Египат. Прве покушаје оружаног отпора у лето 1941. угушиле су силе Осовине, али Грчки покрет отпора поново је започео 1942. године и енормно порастао 1943. и 1944. године, ослобађајући велике делове планинске унутрашњости земље и везујући значајне снаге Осовине. Међутим, политичке тензије између група Отпора резултирале су избијањем грађанског сукоба између њих крајем 1943. године, који се наставио до пролећа 1944. Грчка влада у егзилу такође је формирала своје оружане снаге, које су служиле и бориле се заједно са Британцима у северној Африци, Италији и Блиском истоку. Допринос грчке морнарице и трговачке морнарице био је од посебне важности за Савезнике.
Континентална Грчка је ослобођена у октобру 1944. године повлачењем Немачке пред надирућом Црвеном армијом, док су се немачки гарнизони задржали на Егејским острвима до краја рата. Земља је била опустошена ратом и окупацијом, а њена економија и инфраструктура биле су уништене. Грчка је претрпела више од 400.000 жртава током окупације, а јеврејска заједница у земљи је готово потпуно истребљена у Холокаусту. Међутим, до 1946. године избио је грађански рат између снага конзервативне владе и левичарске гериле, који је трајао до 1949. године.

## Грчко-италијански рат
Италијанску инвазију из Албаније 28. октобра 1940, након малих почетних добитака, зауставила је одлучна одбрана грчких снага у биткама на линији Елаја–Каламас и планине Пинда. Неспремност Бугарске да нападне Грчку, као што су се Италијани надали, омогућила је грчкој Врховној команди да пребаци већи део мобилизационих дивизија намењених македонском фронту, где су имали кључну улогу у грчкој контраофанзиви, покренутој 14. новембра. Грчке снаге прешле су границу са Албанијом и заузимале град за градом, упркос суровој зими, неадекватним залихама и италијанској ваздушној надмоћи. До средине јануара, грчке снаге окупирале су четвртину Албаније, али офанзива је застала пре него што је постигла свој циљ, луку Валону.
Ова ситуација је подстакла Немачку да прискочи у помоћ свом савезнику. Међутим, према Стокингсу и Хенкоку, Хитлер никада није желео да се меша на Балкан. Они у својој књизи, Свастика над Акропољем (2013) тврде да је инвазија на Грчку имала више везе са "невољним одговором на британску умешаност " него са помагањем Италији. У последњем покушају враћања италијанског престижа пре немачке интервенције, 9. марта 1941. године покренут је противнапад на кључни сектор Клисуре, под Мусолинијевим личним надзором. Упркос масовним артиљеријским бомбардовањима и запошљавању неколико дивизија на уском фронту, напад није успео да напредује и прекинут је после скоро две недеље.
Али до 13. априла, италијански фронт у Албанији коначно се почео кретати, подстакнут општим италијанско-немачким заједничким нападом. Грци су пружили снажну одбрану, енергично се борећи. Међутим, неколико дана касније, били су принуђени да се повуку, изгубивши већи део своје тешко стечене албанске територије. Италијанске јединице ушле су у равницу Корче, али иако су Грци минским пољима и блокадама путеве покушавали да успоре пролазак на грчку територију, Италијани су једноставно сишли са својих камиона и наставили напредовање бициклима. Грчка епирска војска је, међутим, била исцрпљена, док је „италијанско напредовање представљало само држање корака за пораженим непријатељем у повлачењу."
|                                                                                     |                                                                          |
| Италијанска инвазија и почетна грчка контраофанзива 28. октобра - 18. новембра 1940 | Грчка контраофанзива и пат позиција 14. новембра 1940. - 23. априла 1941 |

## Немачка инвазија
Дуго очекивани немачки напад (немачки: Unternehmen Marita) започео је 6. априла 1941. године и против Грчке и против Југославије. Настала „битка за Грчку“ завршена је падом Каламате на Пелопонезу 30. априла, евакуацијом експедиционих снага Комонвелта и потпуном окупацијом грчког копна од стране Осовине.
Почетни напад уследио је на грчке положаје на "Метаксасовој линији" (19 утврђења у источној Македонији између планине Белес и реке Нестос и још 2 у западној Тракији). Започет је са бугарске територије уз подршку артиљерије и бомбардерских летелица. Отпор тврђава под вођством генерала Константиноса Бакопулоса био је истовремено храбар и одлучан, али на крају узалудан. Брзи колапс Југославије омогућио је 2. оклопној дивизији (која је кренула из долине Струмице у Бугарској, напредовала кроз југословенску територију и кренула ка југу дуж долине реке Вардар (грчки: Аксиос)) да заобиђе одбрану и заузме витални лучки град Солун 9. априла. Као резултат, грчке снаге у саставу тврђава (Војни одсек Источне Македоније, ТСАМ) биле су одсечене и добиле су дозволу за предају од стране грчке Врховне команде. Предаја је завршена сутрадан, 10. априла, истог дана када су немачке снаге прешле југословенско-грчку границу у близини Лерина у западној Македонији, пошто су сломиле било какав отпор у јужној Југославији. Немци су 11./12. априла пробили одбрамбене положаје Комонвелта (2 див. и 1 арм. бриг.) и Грка (2 див.) у пределу Церова и кренуле на југ и југозапад.
Док су потискивали Британце према југу, покрет за југозапад угрозио је задњи део главнине грчке војске (14 дивизија), која је била окренута ка Италијанима на албанском фронту. Војска је са закашњењем почела да се повлачи према југу, прво североисточни бок 12. априла, и коначно југозападни бок 17. априла. Немачко напредовање ка Костуру 15. априла, међутим, ситуацију је учинио критичном, претећи да пресече повлачење грчких снага. Генерали на фронту почели су да истражују могућности капитулације (само Немцима), упркос инсистирању Врховне команде да настави борбу за покривање британског повлачења.
У том случају, неколико генерала под вођством генерал-потпуковника Георгиоса Цолакоглуа побунило се 20. априла и преузело ствари у своје руке. Потписали су протокол о предаји са командантом Телесне гарде Адолфа Хитлера код Мецова истог дана. Уследила је друга у Јањинама следећег дана (са италијанским представништвом овог пута) и последња у Солуну између три стране 23. априла. Истог дана у Атини, генерал-потпуковник А. Папагос поднео је оставку на место врховног команданта, док су краљ и његова влада кренули на Крит. Отприлике у исто време снаге Комонвелта заузеле су последње упориште код Термопила пре њиховог коначног повлачења у луке Пелопонеза ради евакуације на Крит или Египат. Немачке трупе заузеле су мостове на Коринтском каналу, шле у Атину 27. априла и до краја месеца довршиле окупацију копна и већине острва, заједно са Италијанима и Бугарима.

## Битка за Крит
Једина грчка територија која је до маја 1941. остала слободна било је велико и стратешки важно острво Крит, које је држао велики, али слаби савезнички гарнизон који се састојао првенствено од борбено оштећених јединица евакуисаних са копна без њихове тешке опреме, посебно транспортних возила. Да би је освојила, немачка врховна команда припремила је операцију Меркур (немачки: Unternehmen Merkur), прву ваздушну операцију масовних размера у историји.
Напад је започет 20. маја 1941. године. Немци су падобранцима и једрилицама напали три главна аеродрома на острву, у северним градовима Малемеу, Ретимнону, и Ираклиону. Немци су наишли на тврди отпор Британаца, Аустралијанаца, Новозеланђана и преосталих грчких трупа на острву, као и локалних цивила. На крају првог дана није постигнут ниједан од циљева.
Током следећег дана, међутим, делимично погрешном комуникацијом и неуспехом савезничких команданата да схвате ситуацију, аеродром Малеме на западу Крита заузет је од стране Немаца. Са обезбеђеним аеродромом Малеме, Немци су брзо заузели остатак западне стране острва. Уследили су озбиљни британски поморски губици услед интензивних немачких ваздушних напада око острва. После седам дана борби савезнички команданти схватили су да победа више није могућа. До 1. јуна, савезничка евакуација Крита је завршена и острво је било под немачком окупацијом. У светлу великих губитака које је претрпела елитна 7. падобранска дивизија, Адолф Хитлер забранио је даље велике ваздухопловне операције. Генерал Курт Штудент назвао је Крит "гробљем немачких падобранаца" и "катастрофалном победом."
Непосредно након пада Крита, генерал Штудент је започео талас одмазде против локалног становништва (Кондомари, Аликјанос, Канданос, итд.). Одмазде су вршене брзо, изостављајући формалности и од стране истих јединица са којима су се суочили мештани. Крићани су врло брзо формирали групе отпора и у сарадњи са британским агентима СОЕ почели су са узнемиравањем немачких снага са значајним успехом до краја рата. Као резултат, настављене су масовне репресалије над цивилима током читаве окупације (Ираклион, Вијанос, Кали Сикија, Каликратис, Дамаста, Кедрос, Аногеја, Малатирос, итд.).

## Окупација
Грчка влада је 2006. године тврдила да је грчки Отпор убио 21.087 војника Осовине (17.536 Немаца, 2.739 Италијана, 1.532 Бугара) и заробио 6.463 (2.102 Немца, 2.109 Италијана, 2.252 Бугара), уз смрт 20.650 грчких партизана и непознати број заробљених. Према немачким десетодневним извештајима о погинулим у рату, 1944., немачка војска на терену имала је 8.152 мртвих, 22.794 рањених и 8.222 несталих на југоистоку (Грчка и Југославија) између 22. јуна 1941. и 31. децембра 1944. Према месечним извештајима о жртвама, губици немачке војске на истој ратној позорници између јуна 1941. и децембра 1944. били су 16.532 мртвих (од 1.6.1941. до 31.12.1944.), 22.794 рањених и болесних (од 22.6.1941. до 31.12.1944.) и 13.838 несталих (од 1.6.1941 до 31.12.1944). Највише немачких жртава на југоистоку догодило се у Југославији. Немачка комисија за ратне гробове одржава два немачка гробља на грчкој територији, једно у Малемеу на Криту са 4.468 гробова (углавном из битке за Крит) и друго у Дионисос-Рапендози, на коме почива око 10.000 мртвих пребачених из целе Грчке, осим Крита.
Поменути извештај грчке владе (стр. 126) тврди да су губици становништва Грчке у Другом светском рату износили 1.106.922, од тога 300.000 услед смањеног наталитета и 806.922 због смртности. Смртни случајеви су подељени на следећи начин: 13.327 смртних случајева у војсци 1940/1941, погинули 56.225, умрли као таоци у немачким концентрационим логорима 105.000, смртни случајеви од бомбардовања 7.000, погинули борци за национални отпор 20.650, умрли на Блиском истоку 1.100, умрли у трговачкој морнарици 3.500, (укупно: 206.922) умрли од глади и сродних болести 600.000. У број жртава концентрационих логора укључено је 69.151 грчких Јевреја депортованих између 15. марта 1943. и 10. августа 1944., од којих се само 2.000 вратило (стр. 68). Број од 600.000 жртава „Велике глади“ помиње се у запису од 5. фебруара 1942. „кратког дневника отпора“ (стр. 118). Процењује се да је током Велике глади 1941-1944 умрло 300.000 људи.

### Окупационе снаге
Покорену Грчку окупационе силе, Немачка, Италија и Бугарска поделиле су на три зоне контроле. Немци су контролисали Атину, Централну Македонију, западни Крит, Милос, Аморгос и острва Северног Егеја. Бугарска је анектирала Западну Тракију и источну Македонију, док је Италија заузела приближно две трећине земље. Тако су Италијани били одговорни за већи део Грчке, посебно за унутрашњост, где би могао да се јави било какав оружани отпор. Италијанске снаге у Грчкој састојале су се од 11 пешадијских дивизија, груписаних у 11. армију под вођством генерала Карла Гелосоа, са једном дивизијом у италијанској колонији Додеканез. Италијани су заузели прилично опуштен став према својим безбедносним дужностима, али су делимично имали оравдања за такав став. До лета 1942., док је покрет Отпора био у развоју, суочили су се са мало стварног противљења и сматрали су да је ситуација нормализована. Немци су се током првог периода окупације ограничили на стратешки важна подручја, а њихове снаге су биле ограничене. Немачке трупе у југоисточној Европи потпале су под 12. армију на челу са фелдмаршалом Вилхемом Листом а касније генералом Александером Лером. У Грчкој су створене две одвојене команде: Солунско-егејска војна команда у Солуну и Јужна грчка војна команда у Атини, за све време трајања рата под вођством генерала Луфтвафеа Хелмута Фелмија. Крит је био организован као тврђава (немачки: "Festung Kreta") у којој је била смештена 22. пешадијска дивизија. Бугари су окупирали своју зону са Армијским корпусом и, суочени са активним отпором локалног становништва, од почетка су почели да спроводе политику бугаризације подручја.
После средине 1942., растом оружаног отпора и спектакуларним уништењем моста Горгопотамос (Операција Харлинг) од стране грчке гериле и британских диверзаната 25. новембра, италијанске власти су узалудно покушавале да зауставе деловање отпора против њихових снага. Герилци су углавном били успешни против Италијана, стварајући "ослобођена" подручја у планинској унутрашњости, укључујући значајне градове, до средине 1943. године. Тада су, међутим, немачке трупе почеле да се премештају у Грчку. У земљу су уведене елитне формације као што су 1. оклопна дивизија и 1. брдска дивизија и у очекивању могућег савезничког искрцавања у Грчкој (концепт који су сами савезници намерно промовисали како би прикрили намере за искрцавање на Сицилију) и као гаранција против могуће италијанске капитулације.
Те снаге, посебно искусне брдске трупе, ангажоване су у великим против-герилским операцијама на подручју Епира. Њихове операције биле су успешне у томе што су смањиле претњу герилских напада на окупационе снаге, али њихово често брутално понашање и политика масовних репресалија резултирали су масакрима цивила, попут оног у Комену 16. августа, масакра у Дистому или масакра у Калаврити у децембру. У очекивању италијанског колапса, немачка командна структура на целом Балкану је реорганизована: Група армија Е под Лером преузела је власт у Грчкој, надгледајући и немачке снаге и италијанску 11. армију.
Италијанска капитулација у септембру довела је до тога да се већина италијанских јединица није предала Немцима, мада су друге, попут дивизије Пинероло и коњичког пука Ланчјери ди Аоста, прешле у герилу или одлучиле да се одупру немачком преузимању. То је резултирало кратким, али насилним сукобом Немаца и Италијана, праћеним зверствима над италијанским ратним заробљеницима, попут масакра дивизије Акви на Кефалонији, што је приказано у филму Мандолина капетана Корелија. Поред тога, британске и грчке снаге покушале су да окупирају Додеканезе под надзором Италије, али су они и њихови италијански савезници поражени у краткој кампањи (види Битка за Додеканезе).
Током краја 1943. и прве половине 1944. године, Немци су у сарадњи са Бугарима и потпомогнути грчким колаборационистима (види доле) покренули акције чишћења против грчког отпора, пре свега против комунистичког "ЕЛАС"-а, док су ушли у незванични примирје са десничарским ЕДЕС-ом. Истовремено, рације британских и грчких специјалних снага биле су све учесталије на егејским острвима. Коначно, напредовањем Црвене армије и преласком Румуније и Бугарске на страну савезника, Немци су били присиљени да евакуишу копнену Грчку у октобру 1944. године, иако су изоловани гарнизони остали на Криту, Додеканезу и разним другим егејским острвима до краја рата 1945. године.

### Грчке снаге
Као и у неким окупираним европским земљама, грчку марионетску владу од почетка су формирале окупационе власти, на челу са генералом Георгиосом Цолакоглуом, а касније Константиносом Логотетопулосом. Снаге којима је ова влада располагала биле су пре свега снаге градске полиције и сеоске жандармерије, на које се ослањало да одржавају и спроводе ред. Међутим, влада никада није могла да прошири своју власт на целу земљу, јер јој с једне стране надзорници Осовине никада нису дали слободу нити су јој у потпуности веровали, нити је била популарна међу људима. Како су осећања против Осовине расла 1942. године, њени органи нашли су се нападнути од гериле и социјално изоловани. Осим изолованих случајева, попут групе пуковника Георгиоса Пулоса и Шубертовог Јагдкоманда, тек 1943. године, именовањем искусног политичара Јоаниса Ралиса за премијера, Немци су дозволили да атинска влада регрутује значајнију грчку оружану силу. То су били злогласни „Безбедносни батаљони" (грч. Tagmata Asfaleias), чија је мотивација, као и у многим другим случајевима у окупираној Европи, била пре свега политичка: борили су се искључиво против покрета отпора ЕАМ-ЕЛАС-а који је доминирао у већем делу земље, а којим су управљали комунисти. Њихове оштре и неселективне репресивне активности против ширег становништва и њихово удруживање са Немцима довели су до тога да су били широко грђени, а у колоквијалном грчком били су познати као ,,Германоцолиадес (грч. Γερμανοτσολιάδες).

## Грчке оружане снаге на Блиском истоку
После пада Грчке, елементи грчких оружаних снага успели су да побегну на Блиски исток под контролом Британије. Тамо су стављени под контролом грчке владе у егзилу и наставили су борбу заједно са савезницима. Грчке оружане снаге на Блиском истоку бориле су се у Северноафричкој кампањи, Италијанској кампањи, бици за Додеканезе и препадима командоса против немачких положаја у Грчкој и учествовале у конвојским дужностима у Средоземном, Индијском океану и Атлантском океану. Као и у Грчкој, и ове снаге су мучиле политичке борбе, што је кулминирало побуном про-ЕАМ-а у априлу 1944. године. Након његовог сузбијања, оружане снаге су реструктуриране заједно са чврсто ројалистичким и конзервативним официрским кадром. По повлачењу немачких снага са грчког копна у октобру 1944. године, вратили су се у Грчку и формирали језгро нових грчких оружаних снага које су се бориле против ЕАМ-а у Декемвријани и против комуниста током Грчког грађанског рата.

## Последице
Након рата, Грчка је била у политичкој и економској кризи због немачке окупације и високо поларизоване борбе између левичара и десничара која је циљала на вакуум моћи и довела до Грчког грађанског рата, једног од првих сукоба Хладног рата.
Грчка је званично затражила земље Северног Епира (од Албаније), Северне Тракије (од Бугарске) и Додеканез од Италије, али је добила само Додеканез, јер су нове владе Албаније и Бугарске под контролом комуниста имале совјетску подршку.
После рата, званична грчка држава судила је и погубила за ратне злочине, између осталих Андона Калчева, Бруна Брауера, Фридрих-Вилхелма Милер и Фридриха Шуберта. Ипак, већина починилаца ратних злочина никада није кажњена.

## У популарној култури
Окупација Грчке, тачније грчких острва, појављује се у неколико књига и филмова на енглеском језику, заснованих на стварним нападима специјалних снага, попут Несрећно се срели под месечином, Критски тркач, измишљених попут Топови Наваронеа, Бекство из Атине, Мађионичар, Они који се усуде и Мандолина капетана Корелија. Значајни грчки филмови који се односе на период, рат и окупацију су Очи, Шта си радио у рату, Танаси? и Поручник Наташа.